# آنجا که پنچرگیری‌ها تمام می‌شوند
آن‌جا که پنچرگیری‌ها تمام می‌شوند نام کتابی از حامد حبیبی است. مجموعه‌ای از ۹ داستان کوتاه که ظاهراً در فضایی رئال می‌گذرد اما با جزئیات ریز، روابط انسانی و توصیفات خواندنی‌ای که دارند، فضایی منحصربه‌فرد را که چندان هم به مقتضیات یک داستان رئال پایبند نیستند، رقم می‌زنند.

## داستان
نویسنده با نگاهی خاص به رفتار آدم‌ها، حالات، عکس‌العمل‌ها و درونیاتشان در بستری تعلیق‌آمیز با موقعیت‌های عجیب و شبه سوررئالیستی، پیرنگ داستانی خود را قوام می‌دهد. او با رعایت اصول کلاسیک داستان‌نویسی قصه‌های نسبتا حرفه‌ای تحویل خواننده می‌دهد که چندان هم بی‌شباهت با نمونه‌های غربی‌شان نیستند.

## منبع
- داستان همشهری؛ کتاب اسفند؛ دی ۱۳۸۷
- «یک تولد / یک کتاب - آنجا که پنچرگیری‌ها تمام می‌شوند». هنرآنلاین.
- «موقعیت های وحشت سبب خنده می شوند». ایبنا.